# Orites fiebrigii
Orites fiebrigii är en tvåhjärtbladig växtart som först beskrevs av Janet Russell Perkins, och fick sitt nu gällande namn av Friedrich Ludwig Diels och Herman Otto Sleumer. Orites fiebrigii ingår i släktet Orites och familjen Proteaceae. Inga underarter finns listade i Catalogue of Life.